# Hawkeye (komiks)

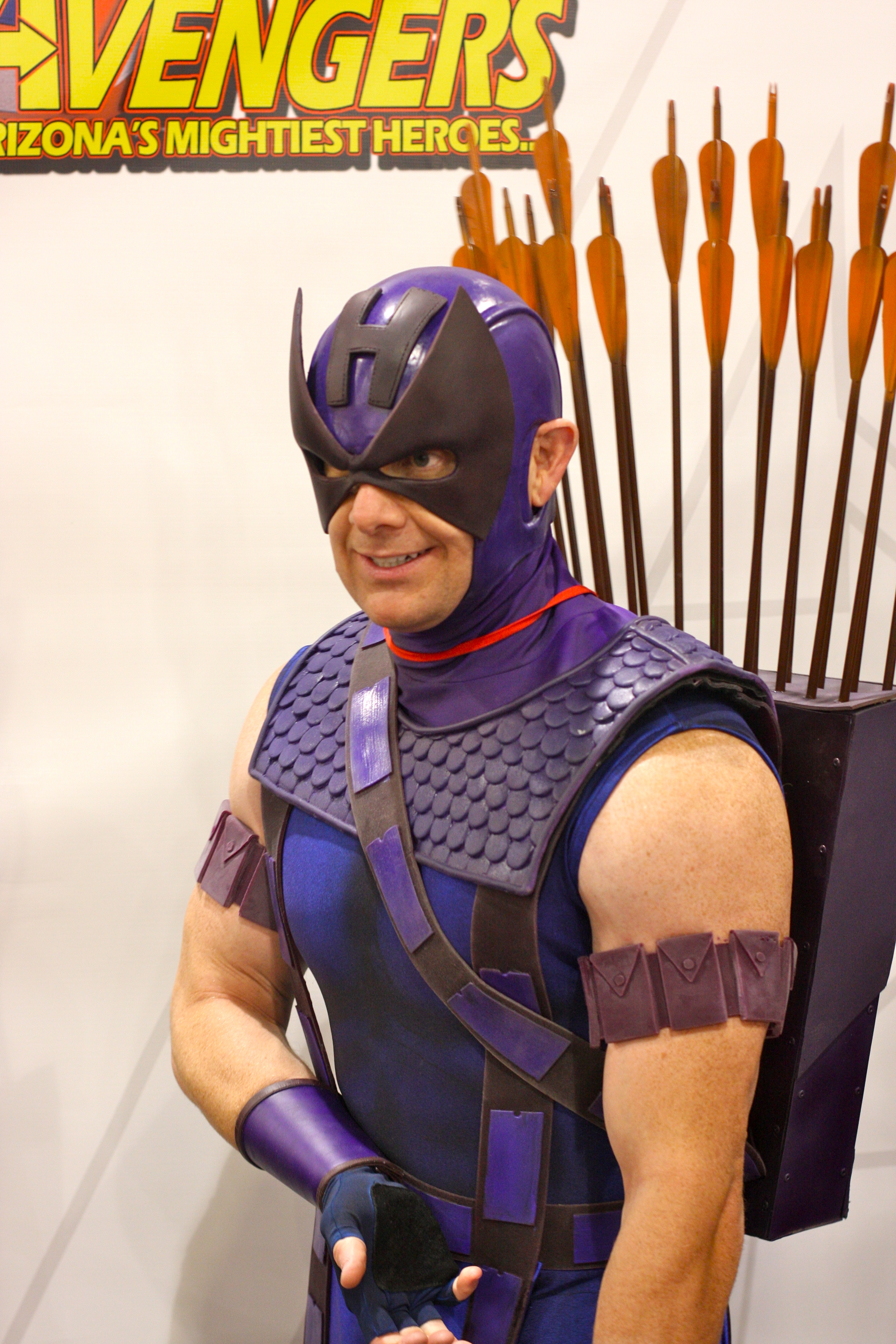
Cosplayer inspirovaný kostýmem Hawkeye na Phoenix Comicon 2011.

Hawkeye je fiktivní postava komiksových příběhů vydávaných nakladatelstvím Marvel Comics. Poprvé se objevil jako padouch v sešitu Tales of Suspense #57 v září 1964. Postava byla vytvořena tvůrčím duem, které tvořili Stan Lee a Don Heck. V květnu 1965 se stal v komiksu Avengers #16 členem Avengers.

## Historie vydání
Postava Hawkeye se ve světě Marvel objevila poprvé jako epizodický padouch v sérii Tales of Suspense #57. Poté byla využita znovu v číslech 60 a 64. V květnu 1965 se však v Avengers #16 stala superhrdinou a prominentním členem týmu Avengers. Jeho příběhy tak byly po mnoho let vydávány pouze v komiksu Avengers. V roce 1984 byl přeřazen k týmu West Coast Avengers #1–4. Z minisérie následně vznikla běžná série, která čítala 102 čísel a vyvrcholila v lednu 1994.
Mezi lety 1998 a 2002 byl významnou postavou v komiksu Thunderbolts #20–75, kterému se věnovali autoři Kurt Busiek a Fabian Nicieza. Mezi lety 2012 a 2013 hrál také důležitou roli v komiksu Avengers Academy #21–39. V téže době také vedl tým Secret Avengers v číslech komiksu Secret Avengers #22–37.
V roce 2005 byl součástí crossoveru eventu House of M. Mezi lety 2007 a 2010 působil (jako hrdina Ronin) i v sérii New Avengers #26–64, na kterou navozoval crossover Secret Invasion #1–8 (2008). A následně také v New Avengers: The Reunion #1–4 (2009), Dark Reign: The List - New Avengers #1 (2009) a Siege #1–4 (2010).
Hawkeye měl již i řadu sólových komiksů. Minisérii Hawkeye Vol. 1 #1–4 (1983), kterou psal autor Mark Gruenwald. Dále minisérie Hawkeye Vol.2 #1–4 (1994), jejímž autorem byl Chuck Dixon. První pokus o regulérní sérii autora Fabiana Niciezy zkrachoval po osmi číslech; Hawkeye Vol. 3 #1–8 (2003–2004). Další pokus v roce 2010 vycházel pod názvem Hawkeye & Mockingbird #1–6, opět neúspěšně. Následovala minisérie Hawkeye: Blindspot #1–4 z roku 2011. Až se konečně došlo k civilnější a realističtější vizi autora Matta Fractiona, který v roce 2012 začal vydávat čtvrtou sérii, která skončila až 21 číslem a byla oceněna několika cenami.
V březnu 2015 byla tato série nahrazena sérií All-New Hawkeye Vol. 1, kterou psal Jeff Lemire. Ta skončila číslem pět ještě téhož roku. Lemire ihned poté pokračoval navazující sérií All-New Hawkeye Vol. 2. V obou sériích vystupovala v roli Hawkeye, vedle Clinta Bartona, i Kate Bishopová. Kresby se chopil Ramón Pérez.

## Fiktivní biografie postavy

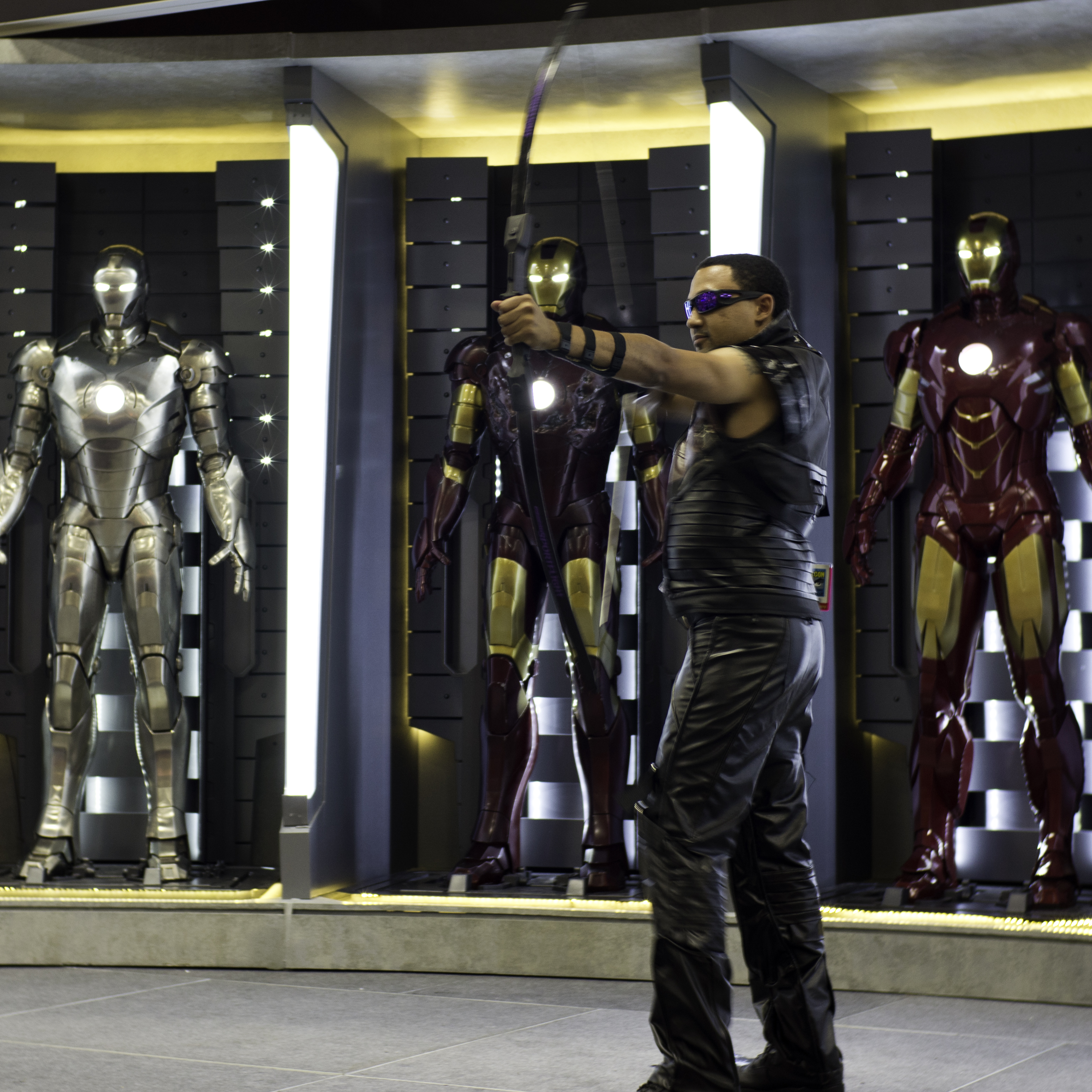
Cosplayer inspirovaný filmovou verzí kostýmu Hawkeye na San Diego Comic-Con 2012.

Clint Barton se narodil ve městě Waverly, Bremer County v Iowě. V dětství během dopravní nehody ztratil své rodiče. Po šesti letech v sirotčinci, on a jeho bratr Barney, aby se přidali k cirkusu Carson Carnival of Travelling Wonder. Tam si ho pod křídla vzal druhořadý padouch a příležitostně i superhrdina Swordsman. Swordsman a Trick Shot poté Clinta vycvičili, aby se stal mistrem v lukostřelbě. Clint poté zjistil, že Swordsman okrádá cirkus, ale než ho stihl nahlásit, byl napaden a téměř k smrti zbit.
Clint po tomto incidentu získal stálé místo v cirkusu, kde vystupoval pod pseudonymem Hawkeye a předváděl své umění lukostřelce. Jeho přízvisko znělo také The World’s Greatest Marksman. Postupně vystřídal několik cirkusů, než se nechal angažoval v zábavním parku na Coney Island v New Yorku. Tam poprvé v akci spatřil hrdinu Iron Mana, který ho tehdy inspiroval, aby se stal maskovaným superhrdinou. Avšak hned při první akci se kvůli nedorozumění stal hledaným zločincem. Na útěku potkal špionku Black Widow, do které se zamiloval. Ta ho pak využívala na své výzvědné a záškodnické akce. Po několika akcích ho Black Widow opustila a on se z pocitu zrady rozhodl, že už nikdy nebude nikomu věřit.
Později zachránil Edwina Jarvise, který ho z vděčnosti pozval do centrály týmu Avengers. Brzy je přijat a financován Iron Manem. Pod vedením Kapitána Ameriky se Hawkeye spolu s Quicksilverem a Scarlet Witch stanou součástí druhé verze týmu Avengers. Hawkeye se brzy poté zamiloval do Scarlet Witch, což vyvolalo spory s jejím bratrem Quicksilverem. Okolo skutečného roku 1969 se z Hawkeye na nějaký čas stal Goliath, když převzal štafetu po Hanku Pymovi (Ant-Man). Chvíli byl také členem týmu Defenders.
Posléze pracoval jako šéf bezpečnosti ve společnosti Cross Technological Enterprises, kde potkal bývalou agentku S.H.I.E.L.D.u Barbaru „Bobbi“ Morseovou, rovněž známou jako superdinka Mockingbird, kterou si následně vzal za manželku. Spolu odjeli do Los Angeles, aby tam založili pobočku West Coast Avengers. Jejich hlavním nepřítelem tehdy byl Crossfire. Po jistých neshodách, které vyvrcholily odchodem Mockingbird z týmu West Coast Avengers, žil pár odděleně. Manželé si poté střídavě prožili několik špatných i dobrých let. Vše vyvrcholilo, když se Mockingbird obětovala pro Hawkeye během souboje s padouchy Mephisto a Satannish, a zemřela.
Hawkeye později opustil Avengers a stal se vůdcem týmu Thunderbolts, jehož členy měl za úkol vycvičit. Během působení u nich se zamiloval do Moonstone. Po vycvičení se Hawkeye a Thunderbolts vydali do pekla zachránit duši Mockingbird. I přes poražení padoucha Mephista se týmu nepodařilo najít duši Mockingbird. Po nějaké době Hawkeye předal vedení týmu do rukou Citizena V a tým opustil.
Znovu se přidal k Avengers, kde prožil krátkou romanci s Wasp. Během Kree invaze se obětoval a svou smrtí pomohl invazi zastavit. Brzy poté ovšem Scarlet Witch přeměnila realitu a mnohé z dosud řečeného bylo vymazáno. Poté se stal členem týmu New Avengers, kde brzy převzal novou skrytou identitu pod pseudonymem Ronin. Po crossoveru Siege se vrátil k identitě Hawkeye a k Avengers. V reálném roce 2012 se stal lídrem týmu Secret Avengers.

## Zbraně a schopnosti

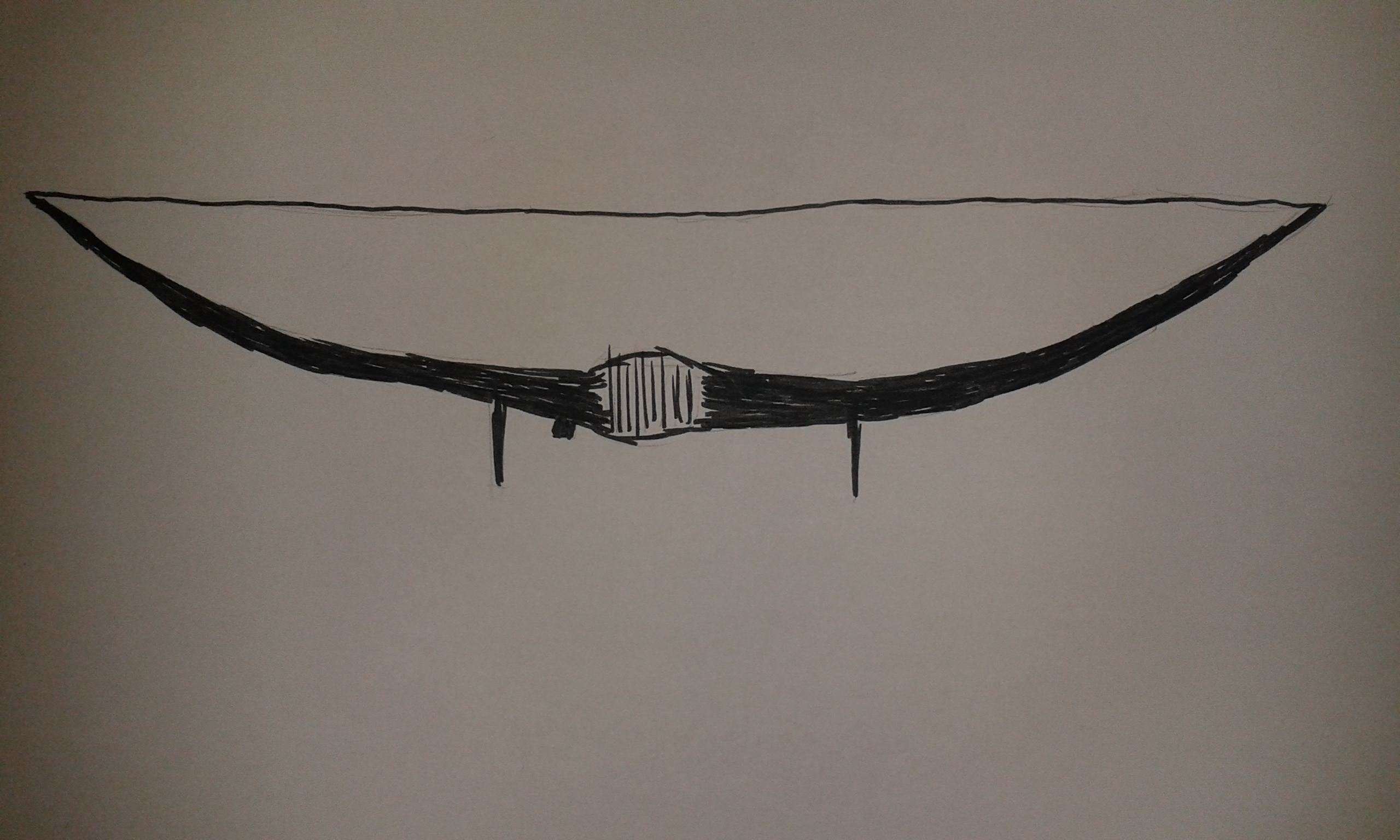
Hawkeyeův luk

Hawkeyeův luk je zbraní Hawkeye alias Clinta Burtona. Hawkeye je superhrdina objevující se v komiksech z nakladatelství Marvel. Je agentem organizace S.H.I.E.L.D. a také superhrdinského týmu Avengers. Sám o sobě nemá žádnou nadpřirozenou schopnost. Jeho luk a jeho dovednosti s ním, jsou však tím co z něj dělá superhrdinu. Dokázal jeho pomocí zneškodnit bezpočet padouchů a nesčetněkrát zachránit své parťáky. Například jako v komiksu Národní bezpečnost , kde se Hawkeyeovi podaří pomocí jeho luku zneškodnit Hulka, což je kousek hodný uznání.
Hawkeye používal luk ještě jako Clint už ve svých mladých letech. Ponechal si ho, i když vstoupil do Avengers, a luk se stal jeho značkou. Používal různé druhy a modely luků. Postupně svůj luk vylepšoval. Když například došlo k tomu, že mu ho Daredevil zničil při souboji , vyrobil si nový z pevnějšího materiálu. Luk nepoužívá vždy ke střílení. Když mu dojdou šípy, používá ho kupříkladu jako bojovou hůl.
Luk je vyroben z tajného materiálu a vyznačuje se skvělými vlastnostmi. Je ultra lehký, přesný, dokáže dostřelit na velké vzdálenosti, snadno se složí, odolá nárazům a podobně. Dá se na něj přidělat i speciální optika nebo laserový zaměřovač pro zlepšení přesnosti .
Luk dokáže střílet rozličné druhy šípů. Má k tomu i uzpůsobený toulec. Ten má Hawkeye buď na zádech nebo ho může mít i nezvykle přidělaný na luku . V něm se nachází zásobník na různé hlavice. Hawkeye si na rukojeti pouze navolí, kterou hlavici chce na další šíp, zásobník ji nasadí a Hawkeye pak jen vyndá šíp a zneškodní cíl.
Hlavice jsou různé. Od normálních šípů, přes šípy s lanem, výbušné šípy, magnetické šípy , šípy s kamerou pro sledování, šípy s elektrickým nábojem, šípy s nervovým plynem nebo například šípy se sérem na zneškodnění Hulka.

## Česká vydání
- 2016 – Nejmocnější hrdinové Marvelu #004: Hawkeye, (autoři: Stan Lee a Don Heck: Tales of Suspense Vol. 1 #57, 1964; Stan Lee a Jack Kirby: Avengers Vol. 1 #16, 1965; a Mark Gruenwald: Hawkeye vol. 1 #1–4, 1983.

## Film a televize

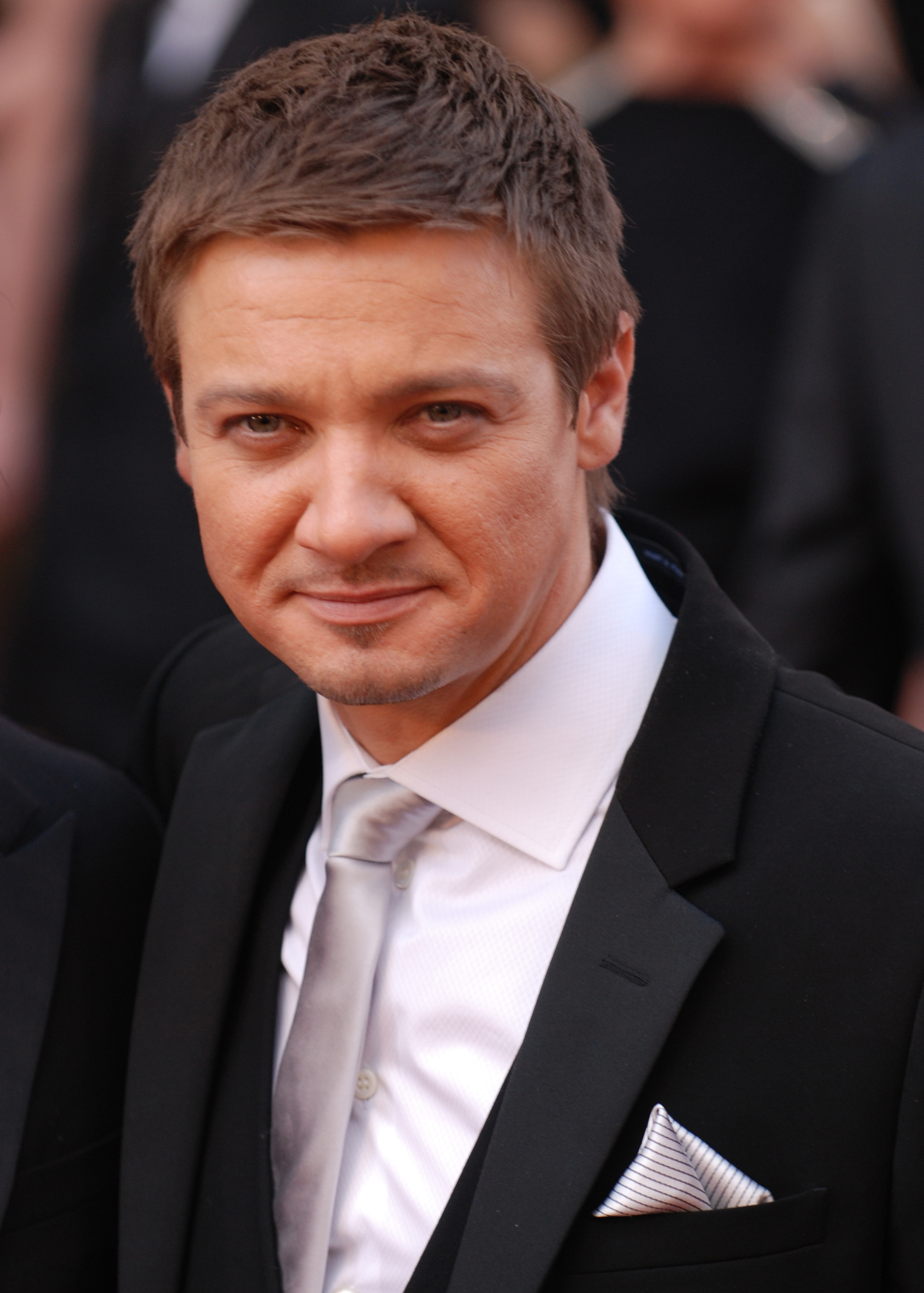
Jeremy Renner ztvárnil Hawkeye ve filmové sérii Marvel Cinematic Universe.

### Film
- 2011 – Thor, americký hraný film. Cameo role. Hawkeye ztvárnil Jeremy Renner.
- 2012 – Avengers, americký hraný film. Hawkeye ztvárnil Jeremy Renner.
- 2015 – Avengers: Age of Ultron, americký hraný film. Hawkeye ztvárnil Jeremy Renner.
- 2016 – Captain America: Občanská válka, americký hraný film. Hawkeye ztvárnil Jeremy Renner.
- 2019 – Avengers: Endgame, americký hraný film. Hawkeye/Ronina ztvárnil Jeremy Renner.

### Televize
- 1966 – The Marvel Super Heroes, animovaný seriál, namluvili ho Chris Wiggins a Paul Soles.
- 1999 – The Avengers: United They Stand, animovaný seriál, namluvil ho Tony Daniels.
- 2009–11 – The Super Hero Squad Show, animovaný seriál, namluvil ho Adrian Pasdar.
- 2010–12 – Avengers: Nejmocnější hrdinové světa, animovaný seriál, namluvil ho Chris Cox.
- 2013–19 – Avengers - Sjednocení, animovaný seriál, namluvil ho Troy Baker.
- 2021 – Hawkeye – televizní seriál platformy Disney+, v hlavní roli Jeremy Renner.